# Діалектична теологія
Діалектична теологія (нім. Dialektische Theologie; англ. Dialectical theology) або неоортодоксія (англ. Neoorthodoxy) — напрям протестантської богословської думки, що виник у лютеранських та кальвіністських церквах Німеччини та Швейцарії у 20-ті роки XX століття як реакція на соціальний оптимізм і модернізм ліберальної теології, діалектична теологія виробила новий, неоортодоксальний підхід до традиційного протестантського віровчення. На діалектичну теологію суттєво вплинули погляди Серена К'єркегора, автора християнського екзистенціалізму.
Діалектичну теологію називають неоортодоксією, за те, що вона переосмислила консервативні позиції по низці питань в християнстві. Відповідно, неоортодоксія загалом приймає біблійну критику (тобто, відкидає біблійний фундаменталізм та буквалізм), а також: еволюційну теорію, антропогенез, мільярдний вік Землі та інші наукові факти. Підтримуючи ці точки зору, вона зберігає принаймні деякі аспекти ліберальної теології XIX століття.
Однак, з іншого боку — відроджує інтерес до догматики та вчення про Триєдиного Бога (на відміну від ліберальної протестантської теології). Багато в чому такий підхід зумовлений опорою на Одкровення, яке перевершує у богопізнанні як і розум (ортодоксальна теологія), так і почуття (ліберальна теологія). Зауважується, що Біблія не знає людину взагалі, але вона знає людей, покликаних через віру. Віра ж є рішучістю (екзистенційним вибором по К'єркегору), а не ірраціональним постулатом чи невиразним переживанням. На противагу природному одкровенню ліберальних богословів, діалектична теологія наполягає на унікальності Одкровення Бога тільки через Христа і те, що Бог унікально відкрив свою сутність через Боголюдину Ісуса Христа.  
Для розуміння біблійної моралі та одкровення, неоортодокси акцентовували увагу на символах (жертва і воскресіння Христа, чуда в Євангеліях, Ісуса як Месію і т.д), як таких, які не є важливими як історичні чи не історичні події, але вони впливають на життя людини, стаючи символічними для неї, що і змінює її свідомість та існування та приводить її в християнство. 

## Представники
Основні представники — теологи ХХ століття: етнічні німці кальвініст Карл Барт, лютерани Пауль Тілліх, Еміль Бруннер, Рудольф Бультман, Фрідріх Гоґартен та американець євангеліст Рейнгольд Нібур.
Ідеї діалектичної теології продовжили розробляти за межами Німеччини та США: Нільс Зеє (Данія), П'єр Мюрі (Франція), Корнеліус Міскотт (Нідерланди), Йозеф Громадка (Чехословаччина). Діалектична теологія вплинула на богословську думку Ганса Урса фон Бальтазар і Ганса Кюнга в католицизмі, а також на лютеранина Дітріха Бонхеффера.

## Історія

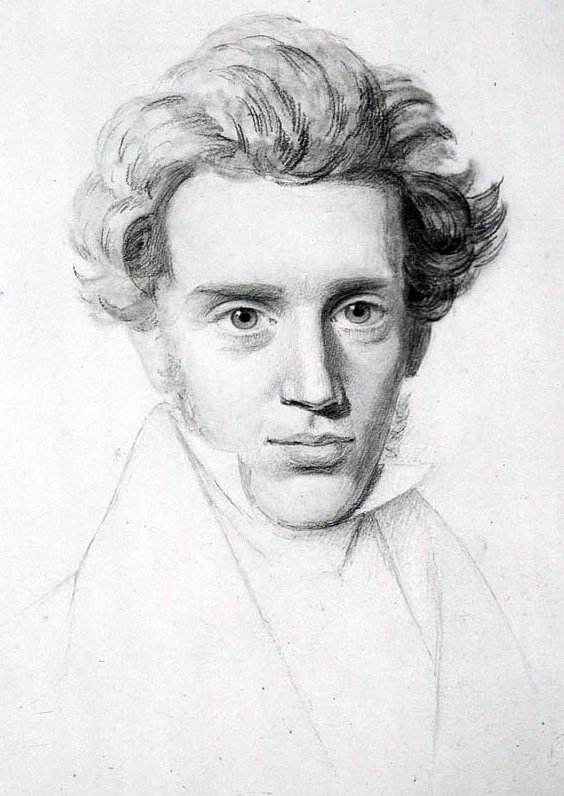
Серен К'єркегор, ідеї якого фундаментально вплинули на теологію ХХ ст.

Виникнення діалектичної теології сприяли події початку XX століття: Перша світова війна, після якої стався підрив віри в антропоцентризм ліберальної теології, яка представляла християнство як культурний феномен, який підносить духовно-моральні чесноти і, відповідно, те, що людина морально покращується в останні десятиліття. Наприклад, коли Карл Барт дізнався, що один із його вчителів Адольф фон Гарнак у серпні 1914 року підписав «маніфест дев'яноста трьох», то почав відходити від ліберальної теології, і в 1918 році написав свою фундаментальну працю «Послання апостола Павла до Римлян» де обґрунтовано та змістовно розкритикував лібералів і фактично почав генерувати новий напрямок теології — неоортодоксію.
Обидві сторони війни благословили зброю та стверджували, що Бог на їхньому боці. У нейтральній Швейцарії Карл Барт у своїй вище зазначеній роботі осмислив погляд, що люди не можуть привласнити Бога для своїх власних вірувань та культури. Бог зовсім інший («зовсім інший»), і люди не мають Його контролю. Роблячи це, Барт звернувся як проти традиційної ортодоксії, і проти оптимістичної ліберальної теології свого часу. На його думку, обидва рухи ототожнювали свої власні культурно-етичні погляди з Божою волею, і це було недозволеною абсолютизацією їхніх власних поглядів. Також вважав і Пауль Тілліх, який оформив розуміння теології культури після Другої світової війни.
Між діалектичною теологією та ліберальною існують деякі відмінності, наприклад, неоортодокси, на відміну від лібералів, визнають трансцендентне джерело істини. Також у неоортодоксів христоцентричне богослов'я (принаймні Барт так вважав), на відміну від лібералів. Однак на думку консервативних богослов, між неоортодоксією і лібералізмом існує більше подібностей (наприклад, неоортодокси, як і ліберали відкидають повну богонатхнення Біблії і заперечують усе те, що неможливо зрозуміти в ній раціональним шляхом), ніж відмінностей.

## Основи

### Одкровення
Неоортодоксія сильно підкреслює одкровення Бога як джерело християнської доктрини. Це на відміну від природної теології, прихильники якої включають Тому Аквінського, який стверджує, що знання про Бога можна отримати через поєднання спостереження природи та людського розуму; це питання залишається дискусійною темою в деяких християнських колах до сьогодні.

### Бог
Більшість неоортодоксальних мислителів відзначали трансцендентність Бога. Барт вважав, що наголос на іманентність Бога спонукав людей уявити, що Бог означає не що інше, як людство загалом. Він підкреслив «нескінченну якісну різницю» між людським і божественним, повернення до старих протестантських вчень про природу Бога та спростування інтелектуальної спадщини філософського ідеалізму. Це призвело до загальної девальвації філософських та метафізичних підходів до віри, хоча деякі мислителі, зокрема Пауль Тілліх, намагалися провести серединний курс між суворою трансцендентністю та онтологічним аналізом становища людини; різниці у розумінні спричинило подальший розкол у русі.
Неортодоксія відроджує інтерес до догматики та вчення про Триєдиного Бога. Багато в чому такий підхід зумовлений опорою на Одкровення, що перевершує як розум, і почуття. Біблія не знає людину взагалі, але вона знає людей, покликаних через віру. Віра є рішучістю (екзистенційним вибором в дусі К'єркегора), а не ірраціональним постулатом чи невиразним переживанням. На противагу природному одкровенню ліберальних богословів діалектична теологія наполягає на унікальності Одкровення Бога через Христа і те, що Бог унікально відкрив свою сутність через Боголюдини Ісуса Христа.

### Гріх
У неоортодоксії гріх розглядається не як проста помилка або невігластво; це не те, що можна подолати розумом чи соціальними інститутами (наприклад, школами); її можна подолати лише благодаттю Божою через Ісуса Христа. Гріх розглядається як щось погане у самій людській природі. Тілліх описував гріх філософоським поняттям відчуження, яке долається у Новому бутті, що відкривається тільки в Христі. 

### Екзистенціалізм
Багато неоортодоксальних теологів використовували екзистенціалізм. На Рудольфа Бультмана (який був пов'язаний, зокрема, з Бартом і Бруннером у 1920-х роках) вплинув його колишній колега в Марбурзі, німецький філософ-екзистенціаліст Мартін Гайдеггер. Рейнгольд Нібур і (меншою мірою, переважно у попередніх роботах) Карл Барт, з іншого боку, перебували під впливом праць данського філософа 19 століття Сьорена К'єркегора. К'єркегор був критиком модних на той час ліберальних християнських модерністських спроб «раціоналізувати» християнство — зробити його приємним для тих, кого Фрідріх Шляєрмахер називали «культурними зневажаючими релігію».

### Вплив неокантіанства
Вивчаючи К'єркегора, теологи-неортодокси прийняли ідею неокантіанства про поділ духу і матерії, про що писав і датчанин. Ця ідея сприяла відокремленню як і від ліберальної, так і від ортодоксальної теології, оскільки: У випадку з першою, віра була єдиним шляхом пізнання духовного невидимого і в неї відкривався майданчик для роздумів, що давало можливість розуміти Бога як неймовірного Абсолюта, до якого можна прийти тільки шляхом віри («сміливого стрибка в небачений розумом простір», за К'єркегором) і неможливо осмислити раціонально, що давало розуміння, чому Воскресіння і Вознесіння Христа справді можливе, чого не було в розумінні ліберальної теології.

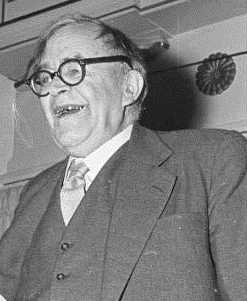
Карл Барт — один з найбільш видатних теологів ХХ ст.

А з ортодоксією — чітке відділення науки від релігії, де релігійна думка не нападала на наукові факти-відкриття ХІХ|–ХХ століть (теорія еволюції та ін.), при тому, що наука не нападає на ідею Бога, духовного світу та життя людини.

## Вплив на протестантизм
З самого початку ця школа думки була переважно неприйнятною для протестантського фундаменталізму, оскільки неоортодоксія загалом приймає критику Біблії; виробляла консенсус про світоглядні конфлікти, викликані еволюційною наукою, антропогенезом, мільярдним віком Землі, підтримуючи ці точки зору, вона зберігає принаймні деякі аспекти ліберальної теології ХІХ століття.

## Цитати
«Сприйнявши ідеї раннього екзистенціалізму, діалектична теологія виходила з факту тотального відчуження людини, обумовленого втратою Бога або хибним її розумінням, що виник на раціоналістичній основі. Віра не може базуватися на розумі та об'єктивному знанні, бо між людиною і Богом існує абсолютний розрив, який можна подолати лише за допомогою благодаті, що дозволяє індивіду відкрити Бога у власній душі і побачити істинний надрозумний сенс євангельського одкровення», — суть діалектичної теології. 
«Вбийте Бога, і, здається залишиться тільки мавпоподібне створіння на крихітній точці у Всесвіті, що одержиме власною етичною перевагою», а з точки зору атеїзму: «Насправді, немає ні сенсу, ні зла, ні добра, нічого окрім порожньої байдужості, ми просто машини, що поширюємо ДНК, — це єдиний сенс всього живого на світі», — християнський апологет Вільям Крейґ фактично просуває уявлення та ідеї діалектичної теології.
англ. «Kill God, and there seems to be only an ape-like creature on a tiny dot in the universe, obsessed with its own ethical superiority» and from the point of view of atheism: «In reality, there is no meaning, no evil, no good, nothing but empty indifference, we protso DNA spreading machines are the only meaning of all living things in the world».